# 佛朗哥总统城
佛朗哥总统城，是巴拉圭上巴拉那省的一个城市，行政上是上巴拉那省的一个县。该市得名于巴拉圭第26任总统曼努埃爾·佛朗哥。该地的星期一瀑布较为著名，高45米，宽120米。